# Cimicifuga
Cimicifuga  é um gênero botânico da família Ranunculaceae

## Espécies
| - Cimicifuga americana - Cimicifuga arizonica - Cimicifuga biternata - Cimicifuga brachycarpa - Cimicifuga dahurica - Cimicifuga elata - Cimicifuga europaea - Cimicifuga foetida | - Cimicifuga heracleifolia - Cimicifuga japonica - Cimicifuga laciniata - Cimicifuga nanchuanensis - Cimicifuga racemosa - Cimicifuga rubifolia - Cimicifuga simplex - Cimicifuga yunnanensis |